# Кампоногара
Кампоногара (итал. Camponogara) — коммуна в Италии, располагается в провинции Венеция области Венеция.
Население составляет 11 756 человек (на 2004 г.), плотность населения составляет 519 чел./км². Занимает площадь 21 км². Почтовый индекс — 30010. Телефонный код — 041.
Покровительницей коммуны почитается святая Аполлония Александрийская, празднование 9 февраля.